# Green's Bridge
Green's Bridge je most v Kilkenny v Irsku, postavený v roce 1766. Byl navržen architektem George Smithem. Most byl oficiálně otevřen 1766.